# Oneida County, Wisconsin
Oneida County är ett administrativt område i delstaten Wisconsin, USA, med 35 998 invånare. Den administrativa huvudorten (county seat) är Rhinelander.

## Geografi
Enligt United States Census Bureau har countyt en total area på 3 201 km². 2 913 km² av den arean är land och 288 km² är vatten.

### Angränsande countyn
- Vilas County - nord
- Forest County - öst
- Langlade County - sydost
- Lincoln County - syd
- Price County - väst

### Större orter
- Rhinelander med   7 700 invånare
- Minocqua – 4 900